# Fyrögda bredigeln
Fyrögda bredigeln (Platybdella quadrioculata) är en ringmaskart som beskrevs av Malm 1863. Fyrögda bredigeln ingår i släktet Platybdella och familjen fiskiglar. Arten är reproducerande i Sverige. Inga underarter finns listade i Catalogue of Life.